# Лакатина
Лакатина, Локатина или Локатна (на гръцки: Βουνοκορυφή, Вунокорифи, до 1927 година Λοκάτνια, Локатиния) е обезлюдено село в Република Гърция, разположено на територията на дем Бук (Паранести) в област Източна Македония и Тракия.

## География
Лакатина е махала на село Чатак, разположена на левия бряг на Лещенската река (Дяволорема).

## История
Съгласно статистиката на Васил Кънчов към 1900 година Лакатина е помашко селище с 25 къщи.
След Междусъюзническата война в 1913 година Лакатина попада в Гърция. Селото е обезлюдено през 1923 година като жителите по силата на Лозанския договор като мюсюлмани са изселени в Турция, в района на град Узункьопрю. С указ на 7 април 1927 година името на Лакатина е сменено на Вунокорифи. До 1928 година в селото са заселени 12 гръцки бежански семейства или общо 35 души. Поради лошите условия за живот, селото скоро е обезлюдено.
| Година    | 1913 | 1920 | 1928 | 1940 | 1951 | 1961 | 1971 | 1981 | 1991 | 2001 | 2011 | 2021 |
| --------- | ---- | ---- | ---- | ---- | ---- | ---- | ---- | ---- | ---- | ---- | ---- | ---- |
| Население |      | 18   |      |      |      |      |      |      |      |      |      |      |